# Фонд Вільяма Волкера
Фонд Вільяма Волкера (англ. William Volker Fund) був американською благодійною організацією, заснованою в 1932 році бізнесменом і меблевим магнатом Вільямом Волкером з міста Канзас-Сіті, Міссурі. В 1950-х та 1960-х Фонд був відомий тим, що підтримував різних авторів та вчених, що були прихильниками класичного лібералізму або консерватизму.

## Заснування
У 1932 році Вільям Волкер, бізнесмен та меблевий магнат з Канзас-Сіті (Міссурі), виділив половину своїх статків на заснування благодійного Фонду Вільяма Волкера.  Серед цілей фонду, серед іншого, було дбати про хворих, літніх і безпомічних; надавати можливості і засоби для фізичного, розумового, морального і духовного розвитку людей; покращувати умови життя та праці; та надавати освіту та освітню інфраструктуру. Волкер пояснював свою філантропічну філософію наступним чином: «є два способи це [допомагати] робити … через організовану благодійність або оподаткування. Організована благодійність не тільки полегшує злиденність, але й на додаток робить все можливе, щоб надати роботу, усунути причини знегод та відновити індивіда або сім'ю до стану мінімальної незалежності та продуктивності. Крім цього всього, добровільна благодійність щось робить і для благодійника. Залежати від оподаткування означало б, що багато тих, хто страждає від злиднів, звикли б до залежності від інших, стали б офіційними жебраками, які були б постійним тягарем для суспільства».

## Діяльність

### Під керівництвом Волкера
Фонд приймав рішення про надання фінансової підтримки ґрунтуючись на ідеях, а не в залежності від капіталу та традиційних проектів. Фонд підтримував індивідів та їхню роботу, однак, залишав свободу дій в завершенні роботи, не втручаючись в неї та не обмежуючи її. У Фонду був порівняно невеликий персонал, кожен персонально здійснював нагляд за певним грантом чи проектом. Спочатку управління активами Фонду та прийняттям рішень займались три довірителя: президент — Вільям Волкер, секретар — Роуз Волкер, дружина Волкера, та завідувач фінансами — Гарольд Лухноу, небіж Волкера. Фонд діяв за принципом «агресивної філантропії»: він активно шукав нагод для благодійності, замість того, щоб пасивно очікувати на появу таких нагод. Під керівництвом Волкера «агресивна філантропія» означала, що Фонд велику частку своїх активів віддавав членам спільноти, які потребували негайної допомоги, або благодійним організаціям, які мали безпосередній вплив на ширшу спільноту. По мірі того, як стан його здоров'я погіршувався, Волкер все більше відходив від справ та делегував свої обов'язки Гарольду Лухноу. В 1944 році Лухноу стає президентом Фонду.

### Під керівництвом Лухноу
Під керівництвом Лухноу «агресивна філантропія» зберегла деякі ключові аспекти бачення Волкера, але фонд перетворився у відкрито ідеологічну установу, яка віддавала перевагу благодійним організаціям, освітнім програмам і вченим, що поділяли неприйняття Лухноу та його колегами ідей кейнсіанської економіки та комунізму. Якщо Волкер бачив джерелом ідей благодійності біблейські писання та самопідтримуючий індивідуалізм, то Лухноу почав перетворювати Фонд в основного прихильника антиетатистських, прокапіталістичних, антикомуністичних та християнських цінностей. На формування таких цінностей у Лухноу мала вплив, зокрема, книга Фрідріха Гаєка «Шлях до рабства».
В 1946 році Фонд надав 30 000 доларів Леонарду Ріду, з яким Лухноу познайомився завдяки муніципальному досліднику та лібертаріанському активісту Лорену Міллеру, для заснування Фонду економічної освіти, дослідницької економічної організації. Завдяки коштам Фонду Волкера Рід міг багато подорожувати та розповсюджувати «Шлях до рабства» Гаєка та «Економіку за один урок» Генрі Гацліта. Фонд Вільяма Волкера продовжував надавати фінансову підтримку Фонду економічної освіти. Повідомляється, що до 1950 року внесок Фонду Вільяма Волкера в Фонд економічної освіти становив 170 000 доларів.
Фонд займався фінансовою підтримкою академічних кар'єр Людвіга фон Мізеса та Фрідріха Гаєка. Завдяки зусиллям Лухноу, Мізес став позаштатним професором в Нью-йоркському університеті, а Гаєк — професором в Чиказькому університеті. Однак, обидва університети відмовлялись платити зарплатню цим економістам і її виплачував Фонд Вільяма Волкера.
В 1947 році Фонд, через Фонд економічної освіти, профінансував подорож 17 американських прихильників класичного лібералізму до селища Мон-Пелерен у Швейцарії, де було засноване Товариство «Мон Пелерін», міжнародна неоліберальна організація, що складається з економістів, філософів, істориків, інтелектуалів та керівників підприємств. А саме, Фонд виділив 2000 доларів на дорожні витрати для Герберта Корнелла, доктора Флойда Гарпера, Леонарда Ріда, Орвала Уотса з Фонду економічної освіти, професорів Чиказького університету Аарона Діректора, Мілтона Фрідмана та Френка Найта, Джона Девенпорта з журналу Fortune, професора Стенфордського університету Карла Брандта, президента Бруклінського коледжу Гаррі Ґідеонзе, професора Принстонського університету Френка Д. Грема, Генрі Гацліта з видання Newsweek, професора Університету в Буффало Фріца Махлупа, Лорена Міллера з мічиганської Громадської ради досліджень, Фелікса Морлі, з видання Human Events, професора Нью-Йоркського університету Людвіга фон Мізеса та професора Браунського університету Джорджа Стіглера.
Вільям Волкер помер 4 листопада 1947 року. За його заповітом близько 15 мільйонів доларів його статків були передані в уже достатньо великий Фонд Вільяма Волкера. Головним розпорядником став Лухноу. Під контроль Лухноу перейшла також і компанія Волкера, William Volker & Co.
Лухноу вирішує розширити діяльність Фонду, щоб стимулювати консервативні та лібертаріанські дослідження. Він наймає Герберта Корнелла з Фонду економічної освіти. В Фонді Вільяма Волкера Корнелл виконував обов'язки менеджера по зв'язкам. В 1948 році Корнелл та Фонд допомогли допомогли організації правого спрямування Spiritual Mobilization  та священнику Джеймсу Фіфілду заснувати щомісячний журнал Faith and Freedom, де у Френка Ходорова була своя колонка. В 1949 році Корнелл звернувся до Маррея Ротбарда із пропозицією написати підручник для коледжу, який би являв собою стислу та зручну для студентів версію «Людської діяльності» Мізеса. Ротбард написав пробний розділ, Мізес його схвалив і Фонд виділив грант на книгу Ротбарда, опубліковану під назвою «Людина, економіка та держава» (англ. Man, Economy & State).
В 1952 році Лухноу перевів бізнес та Фонд до Бурлінгейму, Каліфорнія. Лухноу найняв Кеннета Темплтона дослідником і рекрутером. Разом Корнелли (Герберт та його брат Річард) та Темплтон залучили інших співробітників, включаючи двох економістів з Корнелльського університету, докторів Айвена Р. Бірлі і Флойда Гарпера. Нові співробітники займались тим, що знаходили інтелектуалів, як поділяли погляди Лухноу. Фонд залучав до співпраці та фінансово підтримував авторів, що просували ідеї класичного лібералізму та консерватизму: Фелікса Морлі, Ґарета Ґаррета, Роуз Вайлдер Лейн тощо.
У 1953 році значна сума грошей Фонду допомогла заснувати Міжколеджійне товариство індивідуалістів (англ. Intercollegiate Society of Individualists) для підтримки консервативних і лібертаріанських ідей в університетських кампусах. Першим президентом товариства став Вільям Ф. Баклі-молодший. В ранні роки діяльності Баклі, Фонд фінансував його лекційні подорожі. Баклі та подальші президенти товариства спрямовували зусилля на вищу освіту за допомогою лекційних циклів та стипендій для студентів-бакалаврів і аспірантів, яким були близькі ідеї свободи та, які не сприймали ідей комунізму. Товариство надсилало безкоштовні книги і журнали своїм членам, і ця програма існувала за рахунок Фонду Волкера.
Фонд підтримував важливі академічні ініціативи. Так, під егідою Фонду була видана 15-томна серія «Гуманітарні дослідження», що включала публікації економістів, прихильників laissez-faire підходу, а також консерваторів. Крім того, Фонд фінансово допомагав видавничій діяльності компанії Henry Regnery Company, яка видавала книги Баклі та Рассела Кірка.

## Конфлікт та припинення діяльності
Статут Фонду передбачав, що він має бути ліквідований через 30 років після смерті Волкера, тобто в 1962 році. Гоплін та Робінсон пояснюють таке положення статуту тим, що Волкер волів, щоб Фондом могли управляти лише ті, хто знав його особисто та його цінності. Крім того, вже в пізні роки існування Фонду точились ідеологічні спори та конфлікти. Ротбард пише, що Айвен Бірлі перетворився на кальвіністського фундаменталіста, переконаного в потребі кальвіністської диктатури, яка б управляла країною, викоренила порнографію та підготувала Америку до Армагеддону, який нібито мав настати через покоління. Бірклі вдалося переконати Лухноу, що у Фонді він оточений «мерзенною змовою атеїстів-анархістів-пацифістів». В 1962 році на зборах персоналу Лухноу оголосив про свої своєрідні релігійні погляди та, що він володіє унікальною духовною силу, «яка може здолати навіть Хрущова». Персонал був збентежений і конфлікт посилився. Через декілька днів Лухноу видав меморандум про припинення діяльності Фонду. Замість Фонду Лухноу заснував Центр американських досліджень.